# Oxysarcodexia cyanea
Oxysarcodexia cyanea är en tvåvingeart som beskrevs av Guilherme A.M.Lopes 1975. Oxysarcodexia cyanea ingår i släktet Oxysarcodexia och familjen köttflugor.
Artens utbredningsområde är Dominica. Inga underarter finns listade i Catalogue of Life.